# Артибонит (департамент)
Артибони́т (фр. Artibonite Department) — один из десяти департаментов Республики Гаити. Административный центр — город Гонаив. Площадь — 4984 км², и это самый большой департамент страны после департамента Западный. Население в 2009 году составляло 1 571 020 человек.

## Округа и коммуны
Департамент делится на 5 округа и на 15 коммун:
- Дессалин
  - Дессалин (Dessalines)
  - Дедюн (Desdunes)
  - Гранд-Салин (Grande-Saline)
  - Петит-Ривьер-дель-Артибонит (Petite-Rivière-de-l’Artibonite)
- Гонаив
  - Гонаив (Les Gonaïves)
  - Эннери (Ennery)
  - Эстер (L’Estère)
- Гро-Морн
  - Гро-Морн (Gros-Morne)
  - Анс-Руж (Anse-Rouge)
  - Тер-Нёв (Terre-Neuve)
- Мармелад
  - Мармелад (Marmelade)
  - Сен-Мишель-дель-Атталей (Saint-Michel-de-l’Attalaye)
- Сен-Марк
  - Сен-Марк (Saint-Marc)
  - Ла-Шапель (La Chapelle)
  - Веретт (Verrettes)